# Ма Яньлун
Ма Яньлу́н (кит. упр. 马炎龙, пиньинь Mǎ Yánlóng; род. 26 марта 1990) — китайский кёрлингист.

## Достижения
- Тихоокеанско-азиатский чемпионат по кёрлингу: серебро (2017).

## Команды
| Сезон                                               | Четвёртый   | Третий    | Второй        | Первый        | Запасной  | Тренер          | Турниры                       |
| --------------------------------------------------- | ----------- | --------- | ------------- | ------------- | --------- | --------------- | ----------------------------- |
| 2013—14                                             | Ма Сююэ     | Ма Яньлун | Xiao Shicheng | Ван Цзиньбо   | Pan Jiaqi | Liu Chun Hua    | ЗУ 2013 (9 место)             |
| 2017—18                                             | Цзоу Дэцзя  | Цзоу Цян  | Сюй Цзинтао   | Шао Чжилинь   | Ма Яньлун | Марсель Рок     | ТАЧ 2017 · ЧМ 2018 (12 место) |
| 2017—18                                             | Ма Сююэ     | Ма Яньлун | Ван Цзиньбо   | Wang Jingyuan |           |                 |                               |
| 2018—19                                             | Цзан Цзялян | Ба Дэсинь | Ма Яньлун     | Ван Цзиньбо   |           | Даниэль Рафаэль | КМ 2018/19 (1 этап) (7 место) |
| Кёрлинг среди смешанных пар (mixed doubles curling) |             |           |               |               |           |                 |                               |
| 2012—13                                             | Юй Синьна   | Ма Яньлун |               |               |           | Тань Вэйдун     | ЧМСП 2013 (13 место)          |
| 2017—18                                             | Фу Ивэй     | Ма Яньлун |               |               |           | Чжан Вэй        | ЧМСП 2018 (13 место)          |

(скипы выделены полужирным шрифтом)